# Martin Breg
Martin Breg är en kulle i Kroatien. Den ligger i den nordöstra delen av landet, 20 km öster om huvudstaden Zagreb. Toppen på Martin Breg är 197 meter över havet, eller 58 meter över den omgivande terrängen. Bredden vid basen är 9,8 km.
Terrängen runt Martin Breg är huvudsakligen platt. Runt Martin Breg är det glesbefolkat, med 10 invånare per kvadratkilometer. Närmaste större samhälle är Zagreb - Centar, 19,9 km väster om Martin Breg. Trakten runt Martin Breg består till största delen av jordbruksmark.